# Mia... Mimì
Mia... Mimì è una raccolta realizzata a tiratura limitata dalla On Sale Music nel 2000. Contiene alcune registrazioni di Mia Martini ai suoi esordi, quando ancora si faceva chiamare Mimì Berté.

## Il Disco
La compilation si distingue per gli inediti Coriandoli spenti e L'argomento dell'amore, tratti da quello che doveva essere un 45 giri registrato nel 1969 per la Esse Records, mai commercializzato per i guai giudiziari in cui la cantante ingiustamente incappò quell'anno: tutte le copie stampate furono mandate al macero; si salvò solo la matrice, un pezzo di alto collezionismo valutato circa diecimila euro.

## Tracce
1. La prima ragazza
2. Come puoi farlo tu
3. Mi dicono
4. Evviva il surf
5. I miei baci non puoi scordare
6. Lontani dal resto del mondo
7. Ed ora che abbiamo litigato
8. Non pentirti dopo
9. Il magone
10. Le scintille (versione inedita di "Se mi gira l'elica")
11. L'argomento dell'amore (inedito)
12. Coriandoli spenti (inedito)